# Orientalsk knude
En orientalsk knude eller Kentknude er den simpleste slipseknude, der er mulig at binde. Det er en simplere og mindre udgave af four-in-hand-knuden. Den adskiller sig ved, at slipset ligger med indersiden, når man starter med at binde den. Den er ikke så udbredt som four-in-hand og windsorknuden i Vesten, men i Kina er den udbredt.
Med notationen fra The 85 Ways to Tie a Tie, bindes knuden på følgende måde:
- Lo Ri Co T.